# Odontivalvia radialis
Odontivalvia radialis är en fjärilsart som beskrevs av Munroe 1972. Odontivalvia radialis ingår i släktet Odontivalvia och familjen Crambidae. Inga underarter finns listade i Catalogue of Life.